# Marco Capuano
Marco Capuano (Pescara, 14 ottobre 1991) è un calciatore italiano, difensore e capitano della Ternana.

## Biografia
Pietro, suo padre, è stato un attaccante del Pescara dal 1962 al 1965. Dopo essersi ritirato ha allenato delle squadre minori abruzzesi: Tollese, Porto Pescara, Morro d’Oro e Carpineto.
L’8 giugno 2019 si sposa a Pescara con Lucia dopo cinque anni di fidanzamento.

## Caratteristiche tecniche
Difensore centrale dotato di buona struttura fisica, è abile nel gioco aereo e nei contrasti, oltre che negli anticipi.
È stato Zeman a cambiargli posizione con ottimi esiti, dal momento che inizialmente era un terzino sinistro.

## Carriera

### Club

#### Pescara
Muove i primi passi della propria carriera nelle file delle giovanili del Pescara, squadra della sua città. A 15 anni cambia squadra, restando in Abruzzo e passa alla Renato Curi Angolana. Nel 2008, dopo l'ottimo campionato nazionale Allievi disputato con la formazione di Città Sant'Angelo, arriva la chiamata del Torino Primavera.
Dopo un solo anno torna nella sua città natale ed inizia a giocare nella squadra primavera del Pescara. Viene convocato la prima volta in prima squadra dal mister Eusebio Di Francesco il 3 aprile 2010 per la partita Pescara-Cosenza, finita 3-1 per la squadra di casa; mentre debutta in Serie B il 20 novembre 2010, sempre sotto la guida del tecnico della squadra biancazzurra, collezionando 10 presenze durante la stagione, venendo convocato anche nella Nazionale Under-21 B Italia allenata da Massimo Piscedda (B Italia - B Serbia 2-0).
Nella stagione successiva esplode sotto la guida di Zdeněk Zeman, guidando la difesa della squadra abruzzese che viene promossa vincendo il campionato, risultando uno dei migliori difensori centrali di tutta la competizione, attirando l'interesse di molti club di serie A ed esteri, diventando un punto fermo anche della Nazionale Under-21.
L'estate successiva verrà premiato come miglior giovane della serie B dalla redazione TuttomercatoWeb.
Anche nella massima serie resta titolare e il 26 agosto 2012, a 20 anni, mister Giovanni Stroppa lo fa esordire in Serie A nella partita Pescara-Inter (0-3) disputata allo Stadio Adriatico. La stagione si conclude con una retrocessione anticipata, sancita il 5 maggio 2013 dalla sconfitta esterna per 4-1 contro il Genoa della 35ª giornata. La squadra arriverà ultima con 22 punti (20 nel girone d'andata, solo 2 nel ritorno).
Gioca in tutto 37 partite stagionali (36 in campionato, 1 in Coppa Italia).
La stagione 2013-2014 inizia con un piccolo infortunio che gli fa saltare la partita contro il Pordenone nel secondo turno di Coppa Italia (partita vinta 1-0). Nel terzo turno della coppa il nuovo mister dei biancazzurri Pasquale Marino decide di schierarlo dall'inizio nella partita vinta fuori casa contro il Torino per 1-2.
L'inizio in campionato non è del migliori: la squadra scivola nei bassifondi della classifica. Con il cambio del modulo (dal 4-3-3 al 3-4-3) la squadra torna a vincere e giocare un buon calcio risalendo fino alle prime posizioni.
Chiude la stagione giocando l'ultima partita di campionato con la fascia da capitano (Empoli - Pescara 2-0).

#### Cagliari
Il 6 agosto 2014 firma un contratto con il Cagliari a titolo temporaneo voluto fortemente dal nuovo allenatore della squadra sarda, Zeman, già allenatore del Pescara nell'anno della promozione in Serie A. All'interno dell'operazione Del Fabro è passato, con la stessa formula, in Abruzzo. Esordisce ufficialmente con i sardi il 19 ottobre 2014 nella partita pareggiata 2-2 contro la Sampdoria. Il 1º febbraio 2015 viene riscattato per 2 milioni di euro passando così a titolo definitivo alla squadra sarda firmando un contratto fino al 2018. A fine stagione i sardi non riescono a salvarsi (terzultimi) e dopo 11 anni tornano in serie B.
Il 9 agosto 2015 segna il suo primo gol in carriera nella prima uscita stagionale ufficiale della nuova stagione in Coppa Italia contro la Virtus Entella, partita terminata 5-0 per i sardi. Il 20 maggio il Cagliari si aggiudica il campionato cadetto per la prima volta nella sua storia e torna nella massima serie un anno dopo la retrocessione. Per Capuano si tratta del secondo campionato di serie B vinto dopo quello con il Pescara nella stagione 2011-2012. Conclude la stagione con 35 presenze e una rete.
Il 23 ottobre 2016, alla sua seconda partita stagionale, subentra dalla panchina e segna il suo primo gol in Serie A nella pesante sconfitta contro la Fiorentina (3-5). A campionato finito, dopo aver ottenuto una salvezza tranquilla con i rossoblù, si opera alla caviglia. Il 23 giugno 2017 rinnova con i sardi fino al 2019.
Il 12 agosto 2017 gioca titolare la prima partita ufficiale dei rossoblù in Coppa Italia contro il Palermo e per la prima volta indossa la fascia da capitano dopo l'uscita dal campo di João Pedro.

#### Crotone
L'11 gennaio 2018 viene ceduto in prestito con diritto di riscatto, legato alla salvezza della squadra, al Crotone e indosserà la maglia numero 23, voluto fortemente dal nuovo mister della squadra calabrese Walter Zenga. Il 20 maggio 2018 (ultima giornata di campionato), dopo la sconfitta al San Paolo contro il Napoli (2-1) il Crotone retrocede in Serie B.

#### Frosinone
Tornato a Cagliari dopo il prestito semestrale in Calabria, viene convocato per il ritiro di Pejo. L'ultimo giorno di calciomercato lascia definitivamente il club sardo e trova l'accordo con il neopromosso Frosinone firmando un contratto fino al 2021, con il club laziale che versa 2 milioni di euro nelle casse sarde. Il 29 dicembre 2018, nella partita in casa del Chievo persa per 1-0, il difensore viene espulso ottenendo due cartellini gialli nella stessa azione di gioco: dopo aver commesso un fallo a metà campo, il difensore ne commette un altro al limite dell’area qualche istante dopo, dal momento che il gioco non si era interrotto per la norma del vantaggio concessa dall’arbitro a favore dei clivensi e l’arbitro punisce il doppio intervento con due gialli. Il 3 aprile gioca la 100º partita in Serie A, incontro vinto dai ciociari 3-2 contro il Parma.
Retrocesso a fine stagione col club ciociaro, nella stagione successiva il 20 settembre 2019 trova il primo col Frosinone, segnando il gol del definitivo 1-1 nella sfida casalinga col Venezia. Nel giorno della 200ª partita tra i professionisti (190 in campionato, 10 in Coppa Italia) realizza il gol del pareggio al 94º contro la Salernitana. Il 5 dicembre indossa per la prima volta la fascia da capitano nella sconfitta in Coppa Italia 2-1 contro il Parma.
Nella sua terza stagione (ed ultima) con i ciociari realizza il gol del 2-1 (incontro terminato 3-1) contro il Pisa.
Il 1º luglio, dopo 66 partite ufficiali con il Frosinone, rimane svincolato.

#### Ternana
Dopo essere rimasto svincolato, il 2 settembre 2021 sottoscrive un contratto biennale in serie B con la neopromossa Ternana.
Il 15 febbraio 2022, nella sconfitta casalinga contro il Monza (0-1), gioca la sua 250ª partita tra i professionisti, esclusa la nazionale (105 in Serie A, 134 in Serie B e 11 in Coppa Italia).
Raggiunta la salvezza, la squadra chiude la stagione al 10º posto sfiorando l’accesso ai playoff.
La seconda stagione con le Fere inizia alla grande raggiungendo i primi posti della classifica nelle prime giornate, risultando uno dei migliori difensori centrali del campionato. Nel corso dell’8ª giornata contro il Palermo (partita vinta per 3-0) si procura la lesione al tendine del bicipite femorale sinistro, infortunio che lo costringerà ad uno stop abbastanza lungo.
Torna tra i convocati esattamente dopo 5 mesi nella trasferta allo Stadio Luigi Ferraris contro il Genoa.
Il 10 aprile 2023, 185 giorni dopo l’infortunio contro il Palermo torna in campo a Brescia, partita persa dalle Fere per 1-0. 
Pur senza un annuncio ufficiale da parte del club, il giocatore rinnova il suo contratto con gli umbri, come da lui annunciato in ritiro il 19 luglio 2023.
Il 4 novembre contro il Venezia indossa per la prima volta la fascia da capitano.
Con la sconfitta nei Playout contro il Bari le fere retrocedono in Serie C e Marco viene confermato capitano. 
La stagione 2024-2025 inizia con sconfitta per 1-2 contro la Casertana in Coppa Italia, dove Capuano segna il momentaneo pareggio.
Fa il suo esordio nella terza serie da nuovo capitano della Ternana contro la squadra della sua città, perdendo per 2-1.
Realizza il primo gol in Serie C con la maglia delle Fere nella vittoria esterna contro la Vis Pesaro per 2-0. Raggiunge le 100 presenze con gli Umbri nella finale play-off d’andata persa 1-0 in casa, proprio contro il Pescara. Nella partita di ritorno, contro la squadra della sua città perde i play-off ai rigori.

### Nazionale
Esordisce con la Nazionale Under-21, guidata da Ciro Ferrara, il 1º giugno 2011 nella partita vinta 2-0 contro la Costa d'Avorio valida per il Torneo di Tolone.
Il 6 settembre 2011 gioca poi la sua prima gara valida per le qualificazioni agli Europei di categoria 2013, la vittoria per 3-0 in casa dell'Ungheria.
Gioca da protagonista tutte le partite della Nazionale Under-21 anche dopo l'arrivo di Devis Mangia sulla panchina degli Azzurrini e si qualifica al Campionato europeo di calcio Under-21 in Israele (5 al 18 giugno 2013) battendo la rappresentativa nazionale Under-21 della Svezia ai playoff.
Viene prima convocato dal commissario tecnico per il pre-ritiro del Campionato europeo di calcio Under-21 di dieci giorni a Milanello, successivamente viene inserito nei 23 che partiranno per Israele e come nel Pescara, gli viene affidata la maglia numero 5. Esordisce nel campionato europeo l'11 giugno 2013 nella terza partita del girone, valida per il primo posto contro la rappresentativa calcistica Under-21 della Norvegia pareggiando 1-1 e viene scelto come migliore in campo. A fine competizione la nazionale arriva seconda, sconfitta 4-2 dalla Spagna in finale.

## Statistiche

### Presenze e reti nei club
Statistiche aggiornate al 9 agosto 2025.
| Stagione         | Squadra          | Campionato       | Campionato | Campionato | Coppe nazionali | Coppe nazionali | Coppe nazionali | Coppe continentali | Coppe continentali | Coppe continentali | Altre coppe | Altre coppe | Altre coppe | Totale | Totale |
| Stagione         | Squadra          | Comp             | Pres       | Reti       | Comp            | Pres            | Reti            | Comp               | Pres               | Reti               | Comp        | Pres        | Reti        | Pres   | Reti   |
| ---------------- | ---------------- | ---------------- | ---------- | ---------- | --------------- | --------------- | --------------- | ------------------ | ------------------ | ------------------ | ----------- | ----------- | ----------- | ------ | ------ |
| 2010-2011        | Pescara          | B                | 10         | 0          | CI              | -               | -               | -                  | -                  | -                  | -           | -           | -           | 10     | 0      |
| 2011-2012        | Pescara          | B                | 32         | 0          | CI              | 1               | 0               | -                  | -                  | -                  | -           | -           | -           | 33     | 0      |
| 2012-2013        | Pescara          | A                | 26         | 0          | CI              | 1               | 0               | -                  | -                  | -                  | -           | -           | -           | 27     | 0      |
| 2013-2014        | Pescara          | B                | 23         | 0          | CI              | 2               | 0               | -                  | -                  | -                  | -           | -           | -           | 25     | 0      |
| Totale Pescara   | 91               | 0                |            | 4          | 0               |                 | -               | -                  |                    | -                  | -           | 95          | 0           |        |        |
| 2014-2015        | Cagliari         | A                | 15         | 0          | CI              | 1               | 0               | -                  | -                  | -                  | -           | -           | -           | 16     | 0      |
| 2015-2016        | Cagliari         | B                | 15         | 1          | CI              | 2               | 1               | -                  | -                  | -                  | -           | -           | -           | 17     | 2      |
| 2016-2017        | Cagliari         | A                | 12         | 1          | CI              | 1               | 0               | -                  | -                  | -                  | -           | -           | -           | 13     | 1      |
| 2017-gen. 2018   | Cagliari         | A                | 9          | 0          | CI              | 2               | 0               | -                  | -                  | -                  | -           | -           | -           | 11     | 0      |
| Totale Cagliari  | Totale Cagliari  | Totale Cagliari  | 51         | 2          |                 | 6               | 1               |                    | -                  | -                  |             | -           | -           | 57     | 3      |
| gen.-giu. 2018   | Crotone          | A                | 16         | 0          | CI              | -               | -               | -                  | -                  | -                  | -           | -           | -           | 16     | 0      |
| 2018-2019        | Frosinone        | A                | 27         | 0          | CI              | -               | -               | -                  | -                  | -                  | -           | -           | -           | 27     | 0      |
| 2019-2020        | Frosinone        | B                | 24         | 2          | CI              | 1               | 0               | -                  | -                  | -                  | -           | -           | -           | 25     | 2      |
| 2020-2021        | Frosinone        | B                | 14         | 1          | CI              | -               | -               | -                  | -                  | -                  | -           | -           | -           | 14     | 1      |
| Totale Frosinone | Totale Frosinone | Totale Frosinone | 65         | 3          |                 | 1               | 0               |                    | -                  | -                  |             | -           | -           | 66     | 3      |
| 2021-2022        | Ternana          | B                | 23         | 0          | CI              | 0               | 0               | -                  | -                  | -                  | -           | -           | -           | 23     | 0      |
| 2022-2023        | Ternana          | B                | 11         | 0          | CI              | 1               | 0               | -                  | -                  | -                  | -           | -           | -           | 12     | 0      |
| 2023-2024        | Ternana          | B                | 26         | 0          | CI              | 0               | 0               |                    | -                  | -                  |             | -           | -           | 26     | 0      |
| 2024-2025        | Ternana          | C                | 33+6       | 2+0        | CI-C            | 1               | 1               | -                  | -                  | -                  | -           | -           | -           | 40     | 3      |
| 2025-2026        | Ternana          | C                | -          | -          | CI-C            | 1               | 0               | -                  | -                  | -                  | -           | -           | -           | 1      | 0      |
| Totale Ternana   | Totale Ternana   | Totale Ternana   | 93+6       | 2          |                 | 3               | 1               |                    | -                  | -                  |             | -           | -           | 102    | 3      |
| Totale carriera  | Totale carriera  | Totale carriera  | 316+6      | 7          |                 | 14              | 2               |                    | -                  | -                  |             | -           | -           | 336    | 9      |

### Cronologia presenze e reti in nazionale
| Cronologia completa delle presenze e delle reti in nazionale ― Italia under 21 | Cronologia completa delle presenze e delle reti in nazionale ― Italia under 21 | Cronologia completa delle presenze e delle reti in nazionale ― Italia under 21 | Cronologia completa delle presenze e delle reti in nazionale ― Italia under 21 | Cronologia completa delle presenze e delle reti in nazionale ― Italia under 21 | Cronologia completa delle presenze e delle reti in nazionale ― Italia under 21 | Cronologia completa delle presenze e delle reti in nazionale ― Italia under 21 | Cronologia completa delle presenze e delle reti in nazionale ― Italia under 21 |
| Data                                                                           | Città                                                                          | In casa                                                                        | Risultato                                                                      | Ospiti                                                                         | Competizione                                                                   | Reti                                                                           | Note                                                                           |
| ------------------------------------------------------------------------------ | ------------------------------------------------------------------------------ | ------------------------------------------------------------------------------ | ------------------------------------------------------------------------------ | ------------------------------------------------------------------------------ | ------------------------------------------------------------------------------ | ------------------------------------------------------------------------------ | ------------------------------------------------------------------------------ |
| 1-6-2011                                                                       | Tolone                                                                         | Costa d'Avorio under 23                                                        | 0 – 2                                                                          | Italia under 21                                                                | Torneo di Tolone 2011 - 1º turno                                               | -                                                                              | 53’                                                                            |
| 3-6-2011                                                                       | Saint-Raphaël                                                                  | Italia under 21                                                                | 1 – 1                                                                          | Portogallo under 20                                                            | Torneo di Tolone 2011 - 1º turno                                               | -                                                                              |                                                                                |
| 5-6-2011                                                                       | Le Lavandou                                                                    | Colombia under 20                                                              | 1 – 1                                                                          | Italia under 21                                                                | Torneo di Tolone 2011 - 1º turno                                               | -                                                                              |                                                                                |
| 8-6-2011                                                                       | Tolone                                                                         | Francia under 20                                                               | 1 – 0                                                                          | Italia under 21                                                                | Torneo di Tolone 2011 - Semifinale                                             | -                                                                              |                                                                                |
| 10-6-2011                                                                      | Tolone                                                                         | Messico under 20                                                               | 1 – 1 (4 – 5 dtr)                                                              | Italia under 21                                                                | Torneo di Tolone 2011 - Finale 3º posto                                        | -                                                                              | 3º posto                                                                       |
| 10-8-2011                                                                      | Varese                                                                         | Italia under 21                                                                | 1 – 1                                                                          | Svizzera under 21                                                              | Amichevole                                                                     | -                                                                              | 46’                                                                            |
| 6-9-2011                                                                       | Székesfehérvár                                                                 | Ungheria under 21                                                              | 0 – 3                                                                          | Italia under 21                                                                | Qual. Europeo Under-21 2013                                                    | -                                                                              |                                                                                |
| 10-11-2011                                                                     | Istanbul                                                                       | Turchia under 21                                                               | 0 – 2                                                                          | Italia under 21                                                                | Qual. Europeo Under-21 2013                                                    | -                                                                              |                                                                                |
| 15-11-2011                                                                     | Casarano                                                                       | Italia under 21                                                                | 2 – 0                                                                          | Ungheria under 21                                                              | Qual. Europeo Under-21 2013                                                    | -                                                                              |                                                                                |
| 28-2-2012                                                                      | Cannes                                                                         | Francia under 21                                                               | 1 – 1                                                                          | Italia under 21                                                                | Amichevole                                                                     | -                                                                              |                                                                                |
| 25-4-2012                                                                      | Edimburgo                                                                      | Scozia under 21                                                                | 1 – 4                                                                          | Italia under 21                                                                | Amichevole                                                                     | -                                                                              |                                                                                |
| 4-6-2012                                                                       | Sligo                                                                          | Irlanda under 21                                                               | 2 – 2                                                                          | Italia under 21                                                                | Qual. Europeo Under-21 2013                                                    | -                                                                              |                                                                                |
| 15-8-2012                                                                      | Leeuwarden                                                                     | Paesi Bassi under 21                                                           | 0 – 3                                                                          | Italia under 21                                                                | Amichevole                                                                     | -                                                                              |                                                                                |
| 6-9-2012                                                                       | Casarano                                                                       | Italia under 21                                                                | 7 – 0                                                                          | Liechtenstein under 21                                                         | Qual. Europeo Under-21 2013                                                    | -                                                                              | 20’                                                                            |
| 12-10-2012                                                                     | Pescara                                                                        | Italia under 21                                                                | 1 – 0                                                                          | Svezia under 21                                                                | Qual. Europeo Under-21 2013                                                    | -                                                                              |                                                                                |
| 16-10-2012                                                                     | Kalmar                                                                         | Svezia under 21                                                                | 2 – 3                                                                          | Italia under 21                                                                | Qual. Europeo Under-21 2013                                                    | -                                                                              |                                                                                |
| 13-11-2012                                                                     | Siena                                                                          | Italia under 21                                                                | 1 – 3                                                                          | Spagna under 21                                                                | Amichevole                                                                     | -                                                                              | 69’                                                                            |
| 11-6-2013                                                                      | Tel Aviv                                                                       | Norvegia under 21                                                              | 1 – 1                                                                          | Italia under 21                                                                | Europeo Under-21 2013 - 1º turno                                               | -                                                                              |                                                                                |
| Totale                                                                         |                                                                                | Presenze                                                                       | 18                                                                             |                                                                                | Reti                                                                           | -                                                                              |                                                                                |

| Cronologia completa delle presenze e delle reti in nazionale ― Italia B | Cronologia completa delle presenze e delle reti in nazionale ― Italia B | Cronologia completa delle presenze e delle reti in nazionale ― Italia B | Cronologia completa delle presenze e delle reti in nazionale ― Italia B | Cronologia completa delle presenze e delle reti in nazionale ― Italia B | Cronologia completa delle presenze e delle reti in nazionale ― Italia B | Cronologia completa delle presenze e delle reti in nazionale ― Italia B | Cronologia completa delle presenze e delle reti in nazionale ― Italia B |
| Data                                                                    | Città                                                                   | In casa                                                                 | Risultato                                                               | Ospiti                                                                  | Competizione                                                            | Reti                                                                    | Note                                                                    |
| ----------------------------------------------------------------------- | ----------------------------------------------------------------------- | ----------------------------------------------------------------------- | ----------------------------------------------------------------------- | ----------------------------------------------------------------------- | ----------------------------------------------------------------------- | ----------------------------------------------------------------------- | ----------------------------------------------------------------------- |
| 30-3-2011                                                               | Sassuolo                                                                | Italia under 21                                                         | 2 – 0                                                                   | Serbia under 21                                                         | Amichevole                                                              | -                                                                       | 46’                                                                     |
| Totale                                                                  |                                                                         | Presenze                                                                | 1                                                                       |                                                                         | Reti                                                                    | -                                                                       |                                                                         |

### Record
- Con 18 presenze è il giocatore nella storia del Pescara che conta più apparizioni nella Nazionale Under-21.

## Palmarès

### Club

#### Competizioni nazionali
- Campionato italiano di Serie B: 2

Pescara: 2011-2012
Cagliari: 2015-2016

### Invididuali
- Miglior giovane TMW 2011-2012